# Ахрар аш-Шам
Брига́да Ахрар аш-Шам или Харакят Ахрар аш-Шам аль-Исламийя (араб. حركة أحرار الشام الإسلامية‎ — «Исламское движение свободных людей Шама») — объединение повстанческих исламистских салафитских бригад, ведущих борьбу против Сирийской арабской армии и правительства Башара Асада, а также против организаций Шабиха и Хезболла, выступающих на стороне правительства Сирии. Первоначально возглавлялось Хассаном Абудом. В июле 2013 года в составе «Ахрар аш-Шам» было от десяти до двадцати тысяч боевиков, что делает её одной из самых крупных оппозиционных вооружённых группировок. Одна из основных организаций, составляющих сирийский исламский фронт (наряду с Джебхат-ан-Нусрой и Джейш-аль-Мухаджирин валь-Ансар).
Существующее сирийское правительство, а также ряд стран (включая Иран и Ливан) квалифицируют деятельность данной группировки как террористическую. Россия предлагала Совбезу ООН признать «Ахрар-аш-Шам» террористической группировкой, резолюция не нашла поддержки.

## Структура и идеология
Группа основана суннитскими политзаключёнными, содержавшимися в дамасской тюрьме Седная до освобождения в рамках амнистии в мае 2011 года. В конце 2011 года Ахрар аш-Шам насчитывала около 25 отрядов, распределённых по Сирии. Впоследствии количество отрядов увеличилось, в июле 2012 года их было 50, а в середине января 2013 года — уже 83. Большинство из штаб-квартир этих подразделений расположено в деревнях вилаята Идлиб, хотя многие из них находятся в Хаме и Алеппо. Участниками тяжёлых боёв становятся, в основном, бригады Коуафиль аш-Шухада (Караваны Шахидов), Ансаруль-Хакк (Поборники справедливости) в Хан Шейхун, вилаят Идлиб, катаиб ат-Таухид уаль-Иман (бригады «Единобожие и Вера») в Мааррат ан-Нуаман, вилаят Идлиб, катаиб аш-Шахбаи (бригады серого, серый — эпитет города Алеппо) в Алеппо, бригады Хасана бин Сабата в Дарат Азза, вилаят Алеппо, Салахуд-Дин (спасение религии) и бригады Абуль-Фидаа (отец искупления) в Хаме.
В своём первом видеообращении Ахрар аш-Шам заявил о том, что его цель — свержение правительства Башара Асада и установление исламского государства в Сирии, однако они признали, что надо учитывать сиюминутные нужды населения. Восстание сравнивалось с джихадом против генерала Сафави, который пытался установить шиитское государство от Ирана через Ирак и Сирию, а затем в Ливане и Палестине.
Ахрар аш-Шам косвенно сотрудничает со светскими оппозиционными движениями (из ССА), однако не поддерживает отношения с Сирийской национальной коалицией. Движение сотрудничает с другими исламскими группами, при этом сохраняет свою чёткую структуру и секретность. Большая часть финансирования идёт от доноров из Кувейта.
Ахрар аш-Шам имеет руководство в Сирии и подчёркивает, что движение основано именно для Сирии, а не для «глобального джихада». По заявлениям движения, целями операций являются правительственные войска и Шабиха, а некоторые из таких операций были отменены из опасения больших жертв среди гражданского населения.
На декабрь 2016 года Ахрар аш-Шам включает более 80 отрядов общей численностью около 16 тыс. человек. 29 декабря 2016 года группировка присоединилась к инициированному Россией режиму перемирия с 30 декабря 2016 года.

## Известные операции
Ахрар аш-Шам ответственен за освобождение журналиста NBC Ричарда Энгела и его съёмочной группы, которые путешествовали вместе с группой бойцов из антиправительственных сил и были задержаны войсками, подконтрольным правительству Сирии (позже, 15 апреля 2015 года само агентство NBC отказалось от этой версии, заключив, что похитители относились к суннитской вооружённой группировке, не связанной с шиитскими проправительственными группами, в том числе на основании репортажей The New York Times). В декабре 2012 года было объявлено о создании новой коалиции, названной «Сирийским Исламским фронтом». Из 11 организаций, которые были объединены в этой коалиции, Ахрар аш-Шам был самым крупным, а член Ахрар аш-Шам Абу Абдаррахман ас-Сури стал официальным представителем фронта.
В январе 2013 года некоторые из организаций-членов «Сирийского Исламского фронта» объявили, что они объединили силы с Ахрар аш-Шам в более широкую группу под названием Харакат Ахрар аш-Шам аль-Исламия.
9 сентября 2014 года террорист-смертник привёл в действие взрывное устройство во время встречи командования Ахрар аш-Шам в городе Идлиб. В результате взрыва погибло не менее 45 человек, в том числе лидер группировки Хассан Абуд и ещё 27 полевых командиров. Ответственность за атаку никто на себя не взял, хотя ранее (23 февраля того же года) аналогичную атаку на командующих Ахрар аш-Шам совершили боевики ИГ.
6 ноября 2014 года Ахрар аш-Шам стал четвёртой исламистской группировкой в Сирии, чьи позиции подверглись авиаударам ВВС США.